# Mont Canisy
Der Mont Canisy ist mit 110 Metern Höhe die höchste Erhebung der Normandie im Norden von Frankreich.

## Geographie
Etwa 400 Meter von der Kanalküste entfernt am Ort Benerville-sur-Mer beginnt das Plateau des Hügels. Von dort aus kann die ganze Côte Fleurie überblickt werden. Im Westen erstreckt sich die Aussicht bis zur Halbinsel Cotentin, während im Osten die Hafenstadt Le Havre mit der Seine-Mündung im Blickfeld ist. Besonders markant ist dabei der Abschnitt der Steilküste am Cap de la Hève.

## Geschichte
Auf Grund der strategischen Lage wurde der Mont Canisy ein geschichtsträchtiger Ort. Im Ersten Weltkrieg befand sich dort ein U-Boot-Verteidigungsposten. Von 1935 bis 1940 war eine französische Küstenbatterie stationiert, bis schließlich ab 1941 die 2. Batterie der Heeres-Küstenartillerie 510 dort die wichtigste Verteidigungsstellung am Atlantikwall zwischen Cherbourg und Le Havre errichtet hat. Außergewöhnlich ist dabei die ca. 250 Meter lange unterirdische Galerie mit sechs Aufgängen zu Geschützstellungen und Kasematten. Über 100 Bauwerke umfasste diese Stellung im Jahr 1944. Die Einheit auf der Stellung wurde in 2. Batterie der Heeres-Küstenartillerie 1255 umbenannt. Die Bezeichnung der Stellung war Widerstandsnest Vill 013.  
Am frühen Morgen des 6. Juni 1944, des D-Days, kam die Batterie am Mont Canisy mit nur vier einsatzbereiten Geschützen unter schweren Beschuss durch das britische Schiff HMS Ramillies. Auch die Schiffe HMS Roberts und HMS Warspite haben die Stellung angegriffen. Die Schiffe hatten den Vorteil der größeren Reichweite ihrer Geschütze. Die Reichweite der Schiffsgeschütze betrug 30 km, die der Batterie lag dagegen bei nur 20 km. Luftangriffe folgten im Lauf des Tages. Nach ein einigen Stunden waren alle Geschütze der Batterie kampfunfähig geschossen. Am 21. August 1944 wurde die Stellung aufgegeben.
Der Verein „Les Amis du Mont Canisy“ (AMC) führt Besichtigungen der Stellung durch. Dabei werden die Besucher auch durch die unterirdische Galerie geführt. 
Einmal jährlich wird im Juni eine Zeremonie zu Ehren der britischen Marinestreitkräfte bei Durchführung der Operation Neptune abgehalten.

## Naturschutzgebiet
Heute ist das Gelände ein geschütztes Naturgebiet, wo über 200 teilweise sehr seltene Pflanzenarten ungestört gedeihen können. Darunter befinden sich auch mehr als 10 Orchideenarten. Auch die Fauna profitiert von den vielen Rückzugsorten. Höhlen in den Felsen am Berghang und verlassene Gebäude der Stellung sind ein Paradies für verschiedene Fledermausarten.